# Sumbing

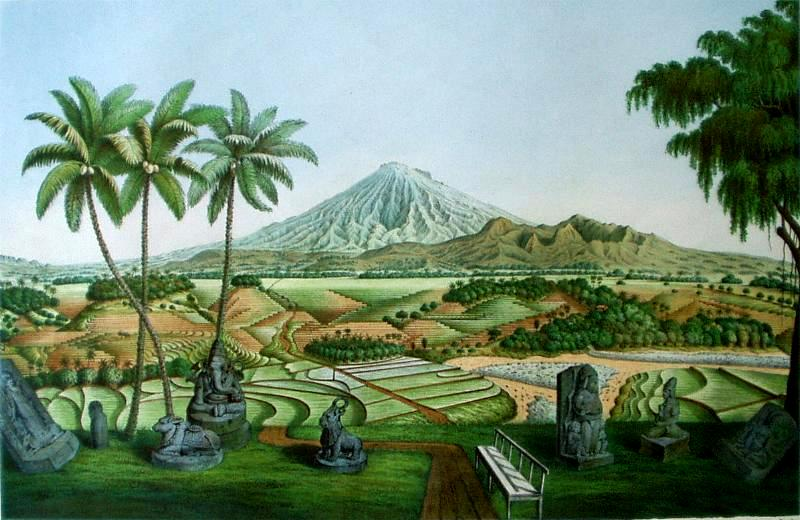
Sumbing (1856).

Sumbing (Indonesisch: Gunung Sumbing) is een stratovulkaan op het Indonesische eiland Java in de provincie Midden-Java.